# Cromosoma 2
Con il nome di cromosoma 2 si indica, per convenzione, il secondo più grande cromosoma umano. Le persone presentano solitamente due copie del cromosoma 2, come di ogni autosoma. Il cromosoma 2 possiede all'incirca 242 milioni di nucleotidi. I due cromosomi 2 rappresentano all'incirca l'8% del DNA totale nelle cellule umane.
Il cromosoma 2 contiene di certo oltre 1600 geni, ma si ritiene possa contenerne fino a 1800.
Il numero di polimorfismi a singolo nucleotide (SNP) individuati è di quasi 900.000.
Si ritiene che questo cromosoma sia il risultato della fusione di due cromosomi ancestrali. La prova di questo starebbe nell'alta omologia tra il cromosoma umano e due cromosomi dello scimpanzé. Ad avvalorare questa ipotesi ci sarebbe anche la presenza di centromeri e telomeri vestigiali sul cromosoma umano, resti proprio dei due cromosomi presenti oggi nello scimpanzé.